# 'Ndrina Lo Presti
La famiglia Lo Presti di Bardonecchia è una ndrina originaria di Marina di Gioiosa Jonica in Calabria stanziatasi in Piemonte sul finire degli anni cinquanta. In Calabria è nota come famiglia Maneja ed è legata da stretti vincoli di parentela ai Mazzaferro.
È la famiglia della 'Ndrangheta egemone per eccellenza sul territorio della Val di Susa insieme a quella dei Mazzaferro. Nata inizialmente come intranea alla famiglia Mazzaferro, diventa una fazione e successivamente 'ndrina a sé. 
L'infiltrazione della famiglia Lo Presti nella pubblica amministrazione ha portato nel 1995 il Presidente della Repubblica a far sciogliere il consiglio comunale di Bardonecchia e a far detenere alla localitá alpina il triste primato di primo e unico comune del nord Italia sciolto per presunte infiltrazioni mafiose.

## Storia
Nel 1993 viene arrestato a Bardonecchia, Giuseppe Ursino, assieme ad altre quindici persone per traffico d'armi e droga. Vengono coinvolti e arrestati anche esponenti del clan Cataldo di Locri.
Dal 2000 in poi, cambiano gli assetti criminali a Bardonecchia. Lo Presti nomina suoi successori, i nipoti prediletti, i fratelli Luciano e Giuseppe Ursino. Molto presto, Luciano Ursino, entra in rapporti di affari con i fratelli Adolfo e Aldo Cosimo Crea, originari di Stilo, in Calabria, boss emergenti della 'Ndrangheta torinese.
Nel 2003, alla vigilia dei Giochi Olimpici del 2006, si inizia a parlare di appalti in Val di Susa. I lavori suscitano l'interesse del clan Lo Presti. Il direttore dei lavori dell'autostrada Torino-Bardonecchia e i dirigenti dell'Agenzia Torino 2006 ricevono minacce. Gli Ursino riescono a corrompere un ispettore di polizia che li informa sulle indagini e fornirà loro uno scanner per trovare microspie.
Nell'aprile 2004 gli Ursino avvicineranno un politico per tentare di ottenere i finanziamenti Ue e metteranno su un giro di usura milionario che si estende da Bardonecchia a Torino. Tra le vittime strangolate dall'usura, vi è un noto personaggio politico dell'ex PSI, che denuncia l'organizzazione, e nel novembre del 2006 viene arrestato Rocco Lo Presti assieme ai nipoti Ursino.
Il 28 febbraio 2018 vengono arrestati per estorsione e associazione a delinquere di stampo mafioso, Giuseppe Ursino e Ercole Taverniti e poste sotto sequestro tutte le attività commerciali, bar e ristoranti, riconducibili a Ursino.
Il 29 novembre 2018 si conclude il processo contro Giuseppe Ursino condannato a 6 anni e 9 mesi accusato di intestazione fittizia di beni tra cui attività a Bardonecchia, Alpignano e Torino.

## Esponenti di rilievo
- Rocco Lo Presti (1937), capo storico della famiglia, deceduto nel 2009.
- Luciano Ursino (1966), nipote di Rocco Lo Presti, erede designato dallo zio e suo successore, a capo della famiglia Lo Presti. Irreperibile dal 2008, non ha atteso la notifica di condanna per associazione a delinquere di stampo mafioso e usura. Deve ancora scontare tre anni di sorveglianza speciale e soggiorno obbligato a Bardonecchia, suo luogo di residenza[16].
- Giuseppe Ursino (1968), nipote di Rocco Lo Presti, attuale reggente della famiglia, arrestato, è considerato elemento rappresentativo della famiglia Crea della locale di San Mauro Torinese[15].

## Relazioni con altre organizzazioni criminali
Ha avuto legami con tutte le più importanti famiglie mafiose della Calabria e della Sicilia. I Belfiore, i Tripodo, i Mesiani Mazzacuva, i Ruga, gli Aquino, gli Ierinò, i Macrì, i Morabito, i Varacalli, i Cataldo, gli Strangio, i Barbaro, gli Alvaro, i Palamara, i Raso-Albanese e i Facchineri. Ha avuto rapporti di affari con la Famiglia Inzerillo-Spatola-Gambino di Palermo, attraverso la quale strinse alleanze anche oltreoceano con la Famiglia Gambino di New York e con le famiglie della 'Ndrangheta in Canada degli Zito, dei Commisso, dei Racco, degli Stalteri a Toronto e dei Cotroni a Montréal. Secondo un collaboratore di giustizia negli ultimi anni si è avvicinata ed alleata agli Aquino, rivali dei Mazzaferro. Al momento la famiglia è retta dai nipoti di Rocco Lo Presti, i fratelli Luciano e Giuseppe Ursino.